# Stary cmentarz żydowski w Pińczowie
Stary cmentarz żydowski w Pińczowie – kirkut powstał w XV wieku. Mieścił się przy ul. Słabskiej. Ostatni pogrzeb odbył się w 1942. W czasie I wojny światowej został zdewastowany przez walczące strony, które wykorzystywały macewy pozyskane z cmentarza do budowy umocnień polowych. Podczas II wojny światowej Niemcy używali macew do brukowania podwórza we młynie przy ul. Batalionów Chłopskich i do umacniania brzegów Nidy. Niewykorzystane macewy sprzedawali okolicznej ludności na cele budowlane. Obecnie nie ma śladu po istniejącym kirkucie, gdyż na jego terenie wzniesiono budynki mieszkalne i przemysłowe. Ocalałe macewy od 1990 są umieszczane przy pińczowskiej bóżnicy. Najstarszy odzyskany nagrobek pochodził z 1622.